# История драфта расширения ВНБА
Драфт расширения ВНБА (англ. WNBA Expansion Draft) — дополнительный драфт ВНБА, проводимый лигой до основного драфта при создании одной или нескольких новых команд. Во время драфта расширения новым командам позволено выбирать игроков из других клубов, выступающих в лиге, однако выбрать они могли не любого игрока. Каждая из действующих команд могла защитить определённое количество связанных контрактными условиями игроков клуба путём предоставления их имён в офис ассоциации до определённой даты. Новым командам разрешено выбирать только незащищённых игроков, по одному из каждой команды, только перед драфтом 2000 года можно было выбрать по два игрока. Обычно действующие команды в защищённый список вносят тех игроков, которые им действительно необходимы, а вот избавиться пытаются от возрастных, подверженных травмам, непрогрессирующих и за которых по контрактным условиям надо платить высокую компенсацию, чтобы удалить их из платёжной ведомости. По этой причине новые команды в первые годы своего существования зачастую становятся неконкурентоспособными.
За всю свою историю в ВНБА прошло пять драфтов расширения, во время которых к лиге присоединились десять новых команд. В 1998 и 1999 годах по две («Детройт Шок» с «Вашингтон Мистикс» и «Миннесота Линкс» с «Орландо Миракл» соответственно), в 2000 — целых четыре («Индиана Фивер», «Майами Сол», «Сиэтл Шторм» и «Портленд Файр»), а в 2006 и 2008 годах по одной («Чикаго Скай» и «Атланта Дрим» соответственно). Три драфта расширения состоялись в один календарный год с основным драфтом (1998, 1999 и 2008), два других — в конце предыдущих лет (2000 и 2006, то есть в конце 1999 и 2005 годов). Кроме того драфт расширения 1998 года проходил в два этапа (начальное распределение игроков и сам драфт), а драфт расширения 1999 года — в три (плюс дополнительное распределение игроков).

## Основные даты драфта расширения ВНБА
- 27 января 1998 года — распределение игроков перед драфтом расширения 1998 года
- 18 февраля 1998 года — драфт расширения 1998 года
- 15 сентября 1998 года — начальное распределение игроков после окончания сезона 1998 года
- 6 апреля 1999 года — драфт расширения 1999 года
- 3 мая 1999 года — дополнительное распределение игроков накануне основного драфта 1999 года
- 15 декабря 1999 года — драфт расширения 2000 года
- 16 ноября 2005 года — драфт расширения 2006 года
- 6 февраля 2008 года — драфт расширения 2008 года

## Легенда к драфту
|  | Выделены игроки, выбранные в Баскетбольный зал славы                      |
|  | Выделены участники Матча всех звёзд ВНБА и игроки сборной всех звёзд ВНБА |
|  | Выделены участники Матча всех звёзд ВНБА                                  |
|  | Выделены игроки сборной всех звёзд ВНБА                                   |
|  | Выделены игроки, не игравшие в ВНБА                                       |

## 1998: Детройт Шок и Вашингтон Мистикс

### Распределение игроков перед драфтом расширения

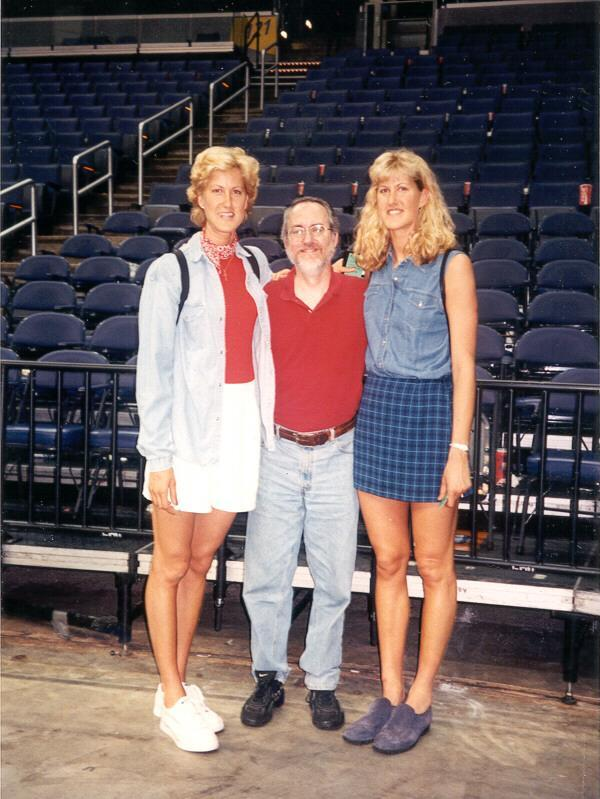
Хейди Бёрдж (слева), 2-й номер драфта расширения 1998 года

| Выбор | Игрок                         | Позиция   | Гражданство          | Новая команда     | Бывшая команда        | Университет                             |
| ----- | ----------------------------- | --------- | -------------------- | ----------------- | --------------------- | --------------------------------------- |
| 1     | Синди Браун                   | Форвард   | США                  | Детройт Шок       | Сиэтл Рейжн (АБЛ)     | Университет штата Калифорния в Лонг-Бич |
| 2     | Разия Муянович                | Центровая | Босния и Герцеговина | Детройт Шок       | Пул Коменс            | —                                       |
| 3     | Никки Маккрей                 | Защитник  | США                  | Вашингтон Мистикс | Коламбус Квест (АБЛ)  | Университет Теннесси                    |
| 4     | Алессандра Сантос де Оливейра | Центровая | Бразилия             | Вашингтон Мистикс | Каффе Барбера Мессина | —                                       |

### Драфт расширения
| Выбор | Игрок         | Позиция             | Гражданство | Новая команда     | Бывшая команда      | Университет                             |
| ----- | ------------- | ------------------- | ----------- | ----------------- | ------------------- | --------------------------------------- |
| 1     | Ронда Блейдс  | Защитник            | США         | Детройт Шок       | Нью-Йорк Либерти    | Университет Вандербильта                |
| 2     | Хейди Бёрдж   | Форвард             | США         | Вашингтон Мистикс | Лос-Анджелес Спаркс | Виргинский университет                  |
| 3     | Таяма Абрахам | Центровая           | США         | Детройт Шок       | Сакраменто Монархс  | Университет Джорджа Вашингтона          |
| 4     | Пенни Мур     | Форвард             | США         | Вашингтон Мистикс | Шарлотт Стинг       | Университет штата Калифорния в Лонг-Бич |
| 5     | Тара Уильямс  | Защитник            | США         | Детройт Шок       | Финикс Меркури      | Обернский университет                   |
| 6     | Дебора Картер | Форвард             | США         | Вашингтон Мистикс | Юта Старз           | Университет Джорджии                    |
| 7     | Линетт Вудард | Защитник            | США         | Детройт Шок       | Кливленд Рокерс     | Канзасский университет                  |
| 8     | Тэмми Джексон | Форвард / Центровая | США         | Вашингтон Мистикс | Хьюстон Кометс      | Флоридский университет                  |

## 1999: Миннесота Линкс и Орландо Миракл

### Распределение игроков после окончания сезона 1998 года

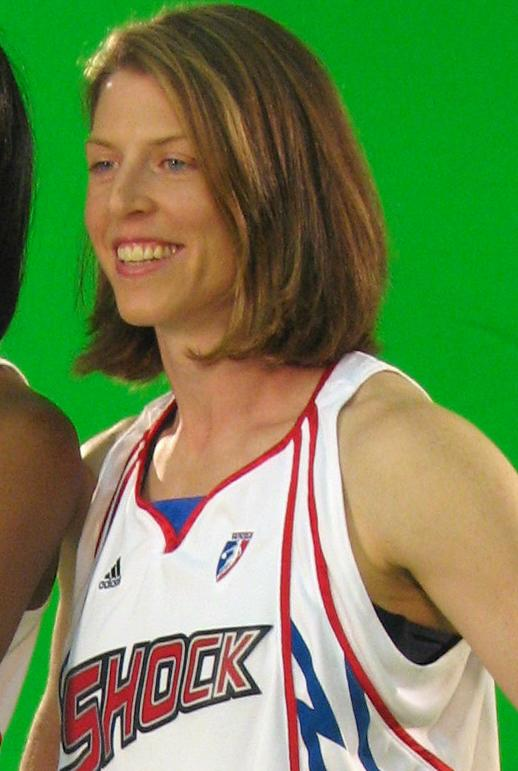
Кэти Смит была выбрана под первым номером после драфта расширения 1999 года

| Выбор | Игрок         | Позиция            | Гражданство | Новая команда   | Бывшая команда | Университет              |
| ----- | ------------- | ------------------ | ----------- | --------------- | -------------- | ------------------------ |
| 1     | Кристин Фолкл | Форвард            | США         | Миннесота Линкс | —              | Стэнфордский университет |
| 2     | Никеша Сейлс  | Защитник / Форвард | США         | Орландо Миракл  | —              | Университет Коннектикута |

### Драфт расширения
| Выбор | Игрок           | Позиция  | Гражданство    | Новая команда   | Бывшая команда      | Университет                       |
| ----- | --------------- | -------- | -------------- | --------------- | ------------------- | --------------------------------- |
| 1     | Брэнди Рид      | Форвард  | США            | Миннесота Линкс | Финикс Меркури      | Университет Южного Миссисипи      |
| 2     | Андреа Конгривз | Форвард  | Великобритания | Орландо Миракл  | Шарлотт Стинг       | Университет Мерсера               |
| 3     | Ким Уильямс     | Защитник | США            | Миннесота Линкс | Юта Старз           | Университет Де Поля               |
| 4     | Киша Форд       | Защитник | США            | Орландо Миракл  | Нью-Йорк Либерти    | Технологический институт Джорджии |
| 5     | Октавия Блю     | Форвард  | США            | Миннесота Линкс | Лос-Анджелес Спаркс | Университет Майами                |
| 6     | Иоланда Мур     | Защитник | США            | Орландо Миракл  | Хьюстон Кометс      | Университет Миссисипи             |
| 7     | Адиа Барнс      | Форвард  | США            | Миннесота Линкс | Сакраменто Монархс  | Аризонский университет            |
| 8     | Эдриэнн Джонсон | Защитник | США            | Орландо Миракл  | Кливленд Рокерс     | Университет штата Огайо           |

### Распределение игроков накануне основного драфта 1999 года
| Выбор | Игрок          | Позиция            | Гражданство | Новая команда   | Бывшая команда       | Университет                |
| ----- | -------------- | ------------------ | ----------- | --------------- | -------------------- | -------------------------- |
| 1     | Кэти Смит      | Форвард            | США         | Миннесота Линкс | Коламбус Квест (АБЛ) | Университет штата Огайо    |
| 2     | Шэннон Джонсон | Защитник / Форвард | США         | Орландо Миракл  | Коламбус Квест (АБЛ) | Университет Южной Каролины |

## 2000: Индиана Фивер, Майами Сол, Портленд Файр и Сиэтл Шторм

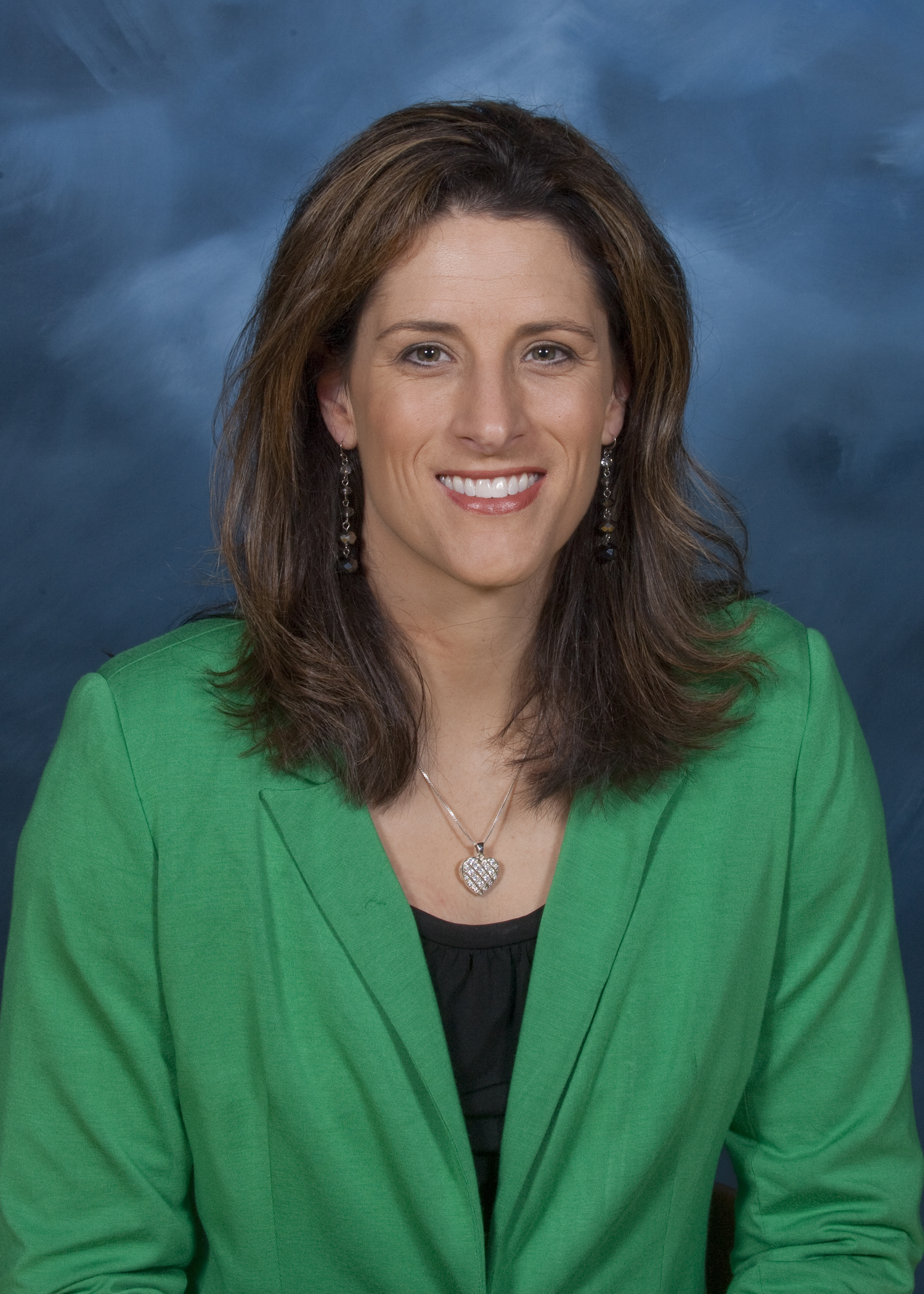
Стефани Маккарти, 8-й номер драфта расширения 2000 года

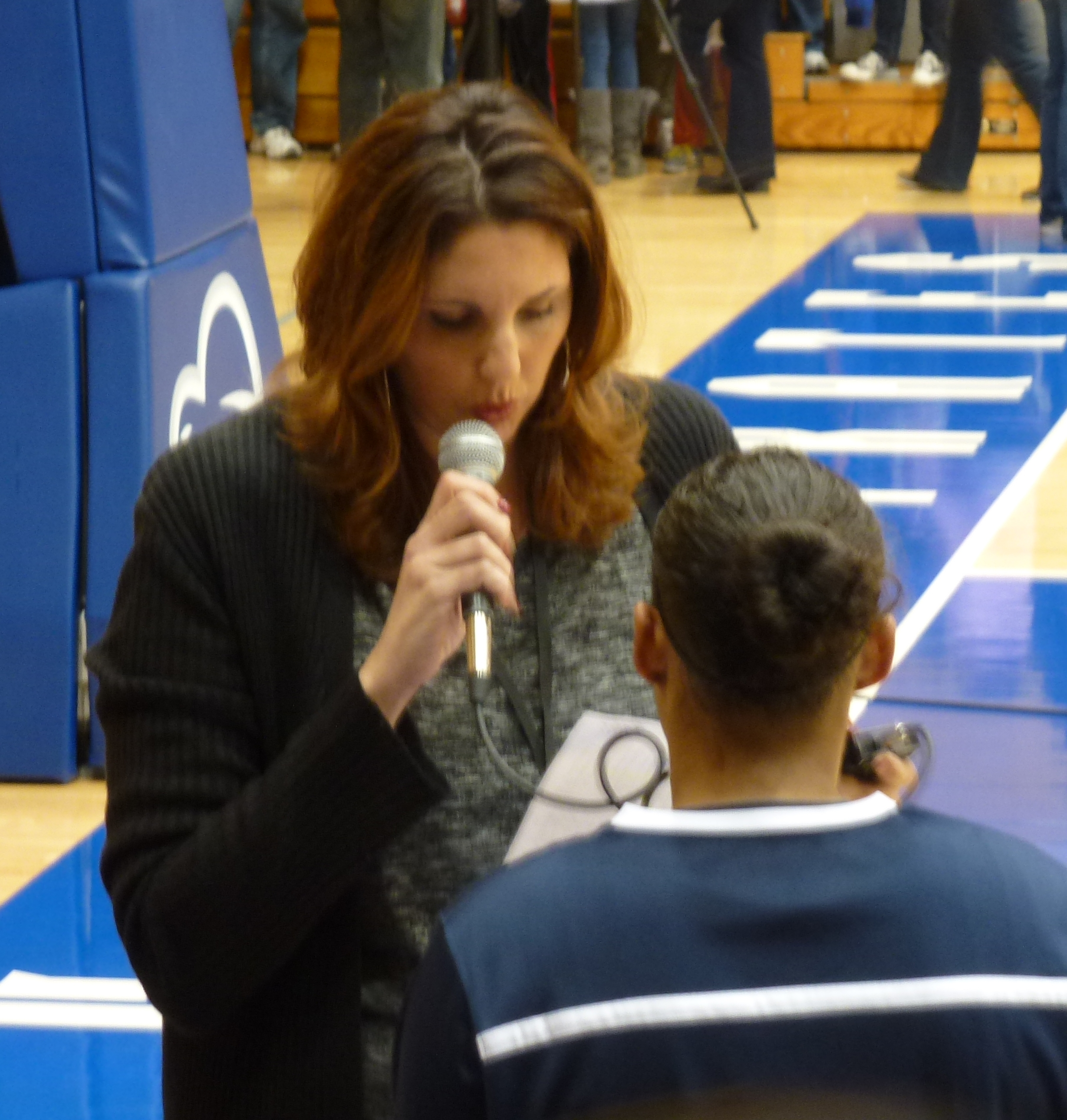
Кара Уолтерс, 17-й номер драфта расширения 2000 года

| Выбор | Игрок            | Позиция   | Гражданство         | Новая команда | Бывшая команда      | Университет/ Бывшая команда          |
| ----- | ---------------- | --------- | ------------------- | ------------- | ------------------- | ------------------------------------ |
| 1     | Гордана Грубин   | Защитник  | Сербия и Черногория | Индиана Фивер | Лос-Анджелес Спаркс | МиЗо Печ                             |
| 2     | Эдна Кэмпбелл    | Защитник  | США                 | Сиэтл Шторм   | Финикс Меркури      | Техасский университет в Остине       |
| 3     | Кейт Старбёрд    | Защитник  | США                 | Майами Сол    | Сакраменто Монархс  | Стэнфордский университет             |
| 4     | Алиса Беррас     | Форвард   | США                 | Портленд Файр | Кливленд Рокерс     | Технологический университет Луизианы |
| 5     | Соня Хеннинг     | Защитник  | США                 | Портленд Файр | Хьюстон Кометс      | Стэнфордский университет             |
| 6     | Сэнди Бронделло  | Защитник  | Австралия           | Майами Сол    | Детройт Шок         | Австралийский институт спорта        |
| 7     | София Уизерспун  | Защитник  | США                 | Сиэтл Шторм   | Нью-Йорк Либерти    | Флоридский университет               |
| 8     | Стефани Маккарти | Защитник  | США                 | Индиана Фивер | Шарлотт Стинг       | Университет Пердью                   |
| 9     | Найри Робертс    | Центровая | США                 | Индиана Фивер | Вашингтон Мистикс   | Университет Старого Доминиона        |
| 10    | Анджела Эйкок    | Форвард   | США                 | Сиэтл Шторм   | Миннесота Линкс     | Канзасский университет               |
| 11    | Дебби Блэк       | Защитник  | США                 | Майами Сол    | Юта Старз           | Университет Сент-Джозефс             |
| 12    | Тари Филлипс     | Центровая | США                 | Портленд Файр | Орландо Миракл      | Университет Центральной Флориды      |
| 13    | Коквис Вашингтон | Защитник  | США                 | Портленд Файр | Нью-Йорк Либерти    | Университет Нотр-Дам                 |
| 14    | Шэрон Мэннинг    | Форвард   | США                 | Майами Сол    | Шарлотт Стинг       | Университет штата Северная Каролина  |
| 15    | Нина Бьедов      | Центровая | Сербия и Черногория | Сиэтл Шторм   | Лос-Анджелес Спаркс | Баскет Бис Тревиглио                 |
| 16    | Рита Уильямс     | Защитник  | США                 | Индиана Фивер | Вашингтон Мистикс   | Университет Коннектикута             |
| 17    | Кара Уолтерс     | Центровая | США                 | Индиана Фивер | Хьюстон Кометс      | Университет Коннектикута             |
| 18    | Тони Фостер      | Форвард   | США                 | Сиэтл Шторм   | Финикс Меркури      | Айовский университет                 |
| 19    | Лесли Браун      | Форвард   | США                 | Майами Сол    | Детройт Шок         | Виргинский университет               |
| 20    | Молли Гуденбур   | Защитник  | США                 | Портленд Файр | Сакраменто Монархс  | Стэнфордский университет             |
| 21    | Джамиля Уайдман  | Защитник  | США                 | Портленд Файр | Кливленд Рокерс     | Стэнфордский университет             |
| 22    | Иоланда Мур      | Защитник  | США                 | Майами Сол    | Орландо Миракл      | Университет Миссисипи                |
| 23    | Шармин Смит      | Защитник  | США                 | Сиэтл Шторм   | Миннесота Линкс     | Стэнфордский университет             |
| 24    | Шантель Тремитир | Защитник  | США                 | Индиана Фивер | Юта Старз           | Обернский университет                |

## 2006: Чикаго Скай

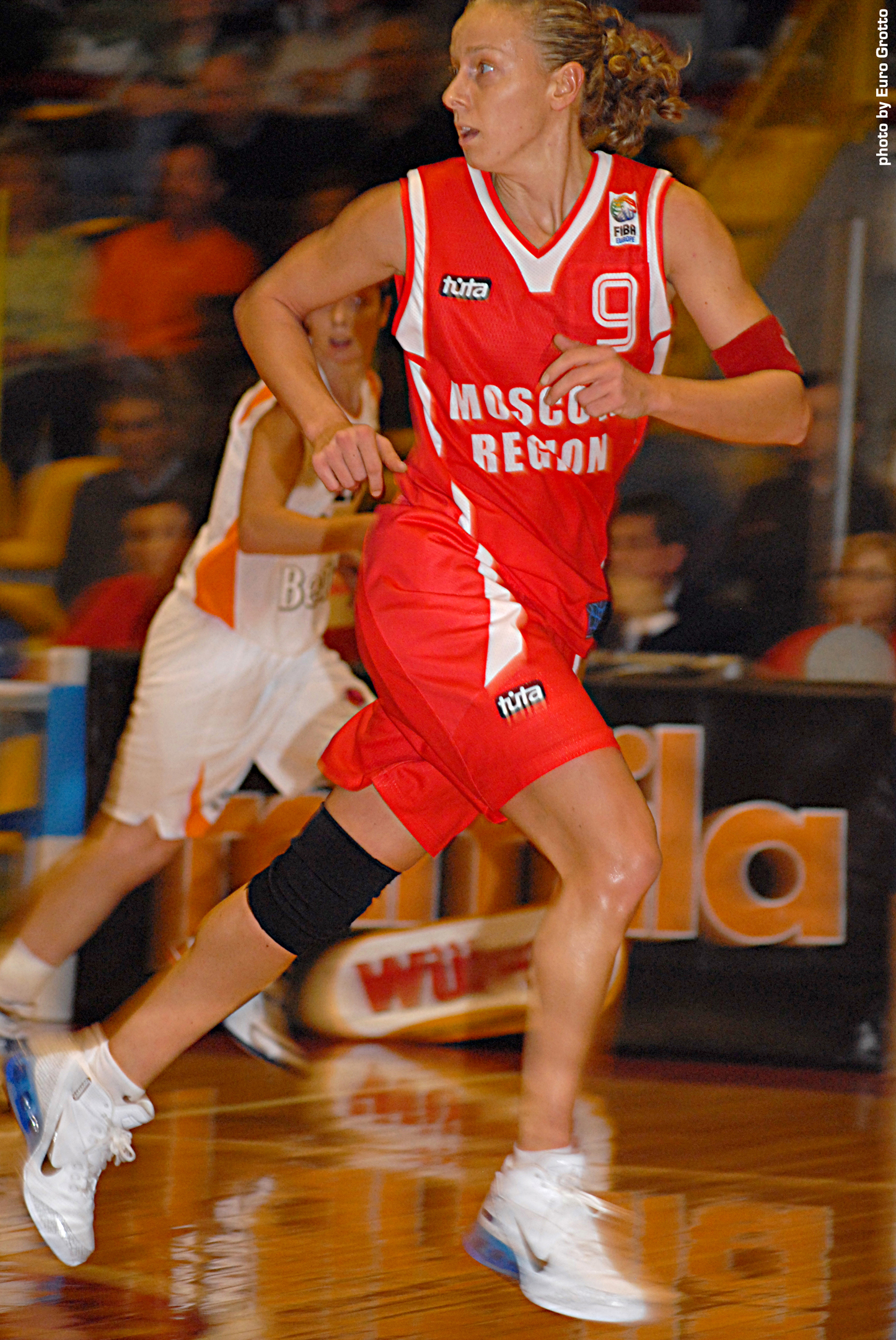
Франческа Дзара, 12-й номер драфта расширения 2006 года

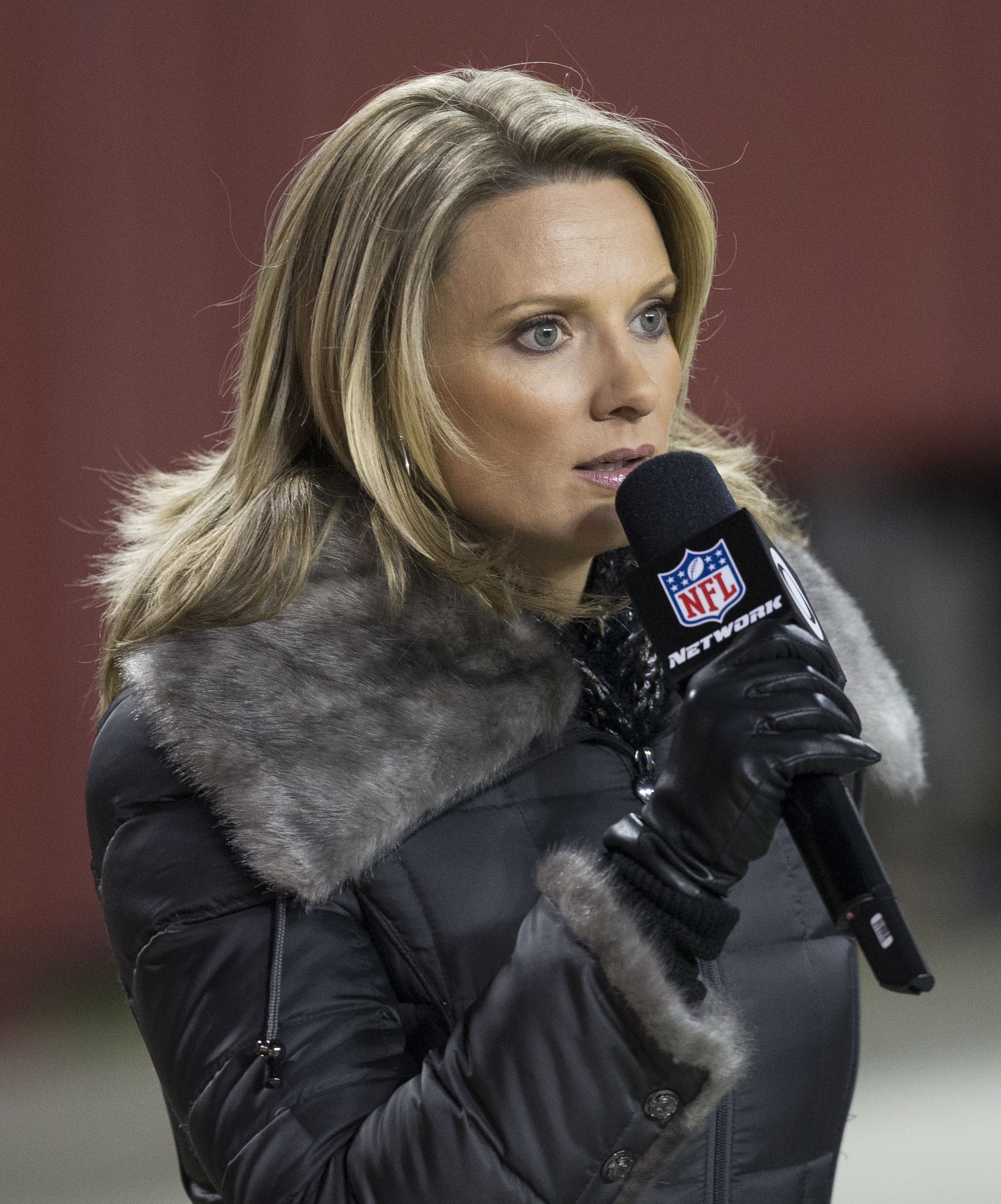
Стейси Дейлс, 13-й номер драфта расширения 2006 года

| Выбор | Игрок             | Позиция   | Гражданство | Новая команда | Бывшая команда           | Университет                        |
| ----- | ----------------- | --------- | ----------- | ------------- | ------------------------ | ---------------------------------- |
| 1     | Джиа Перкинс      | Защитник  | США         | Чикаго Скай   | Шарлотт Стинг            | Технологический университет Техаса |
| 2     | Брук Уайкофф      | Форвард   | США         | Чикаго Скай   | Коннектикут Сан          | Университет штата Флорида          |
| 3     | Элейн Пауэлл      | Защитник  | США         | Чикаго Скай   | Детройт Шок              | Университет штата Луизиана         |
| 4     | Киша Браун        | Защитник  | США         | Чикаго Скай   | Хьюстон Кометс           | Университет Джорджии               |
| 5     | Деанна Джексон    | Форвард   | США         | Чикаго Скай   | Индиана Фивер            | Университет Алабамы в Бирмингеме   |
| 6     | Лаура Макки       | Форвард   | Италия      | Чикаго Скай   | Лос-Анджелес Спаркс      | —                                  |
| 7     | Стейси Лавлейс    | Форвард   | США         | Чикаго Скай   | Миннесота Линкс          | Университет Пердью                 |
| 8     | Детрина Уайт      | Форвард   | США         | Чикаго Скай   | Нью-Йорк Либерти         | Университет штата Луизиана         |
| 9     | Эшли Робинсон     | Центровая | США         | Чикаго Скай   | Финикс Меркури           | Университет Теннесси               |
| 10    | Челси Ньютон      | Защитник  | США         | Чикаго Скай   | Сакраменто Монархс       | Ратгерский университет             |
| 11    | Бернадетт Нгойиса | Центровая | ДР Конго    | Чикаго Скай   | Сан-Антонио Силвер Старз | —                                  |
| 12    | Франческа Дзара   | Защитник  | Италия      | Чикаго Скай   | Сиэтл Шторм              | —                                  |
| 13    | Стейси Дейлс      | Защитник  | Канада      | Чикаго Скай   | Вашингтон Мистикс        | Университет Оклахомы               |

## 2008: Атланта Дрим

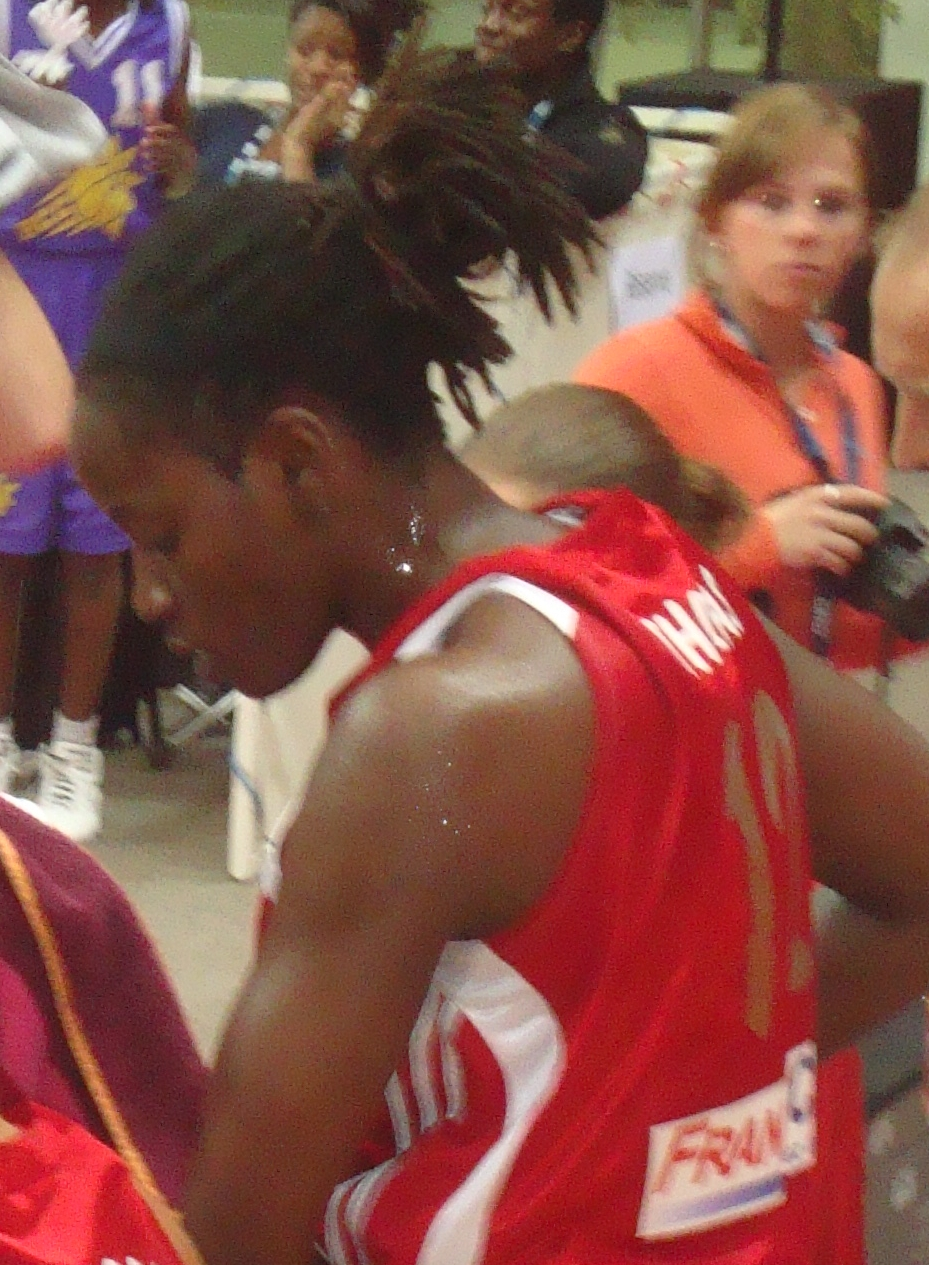
Карла Томас, 1-й номер драфта расширения 2008 года

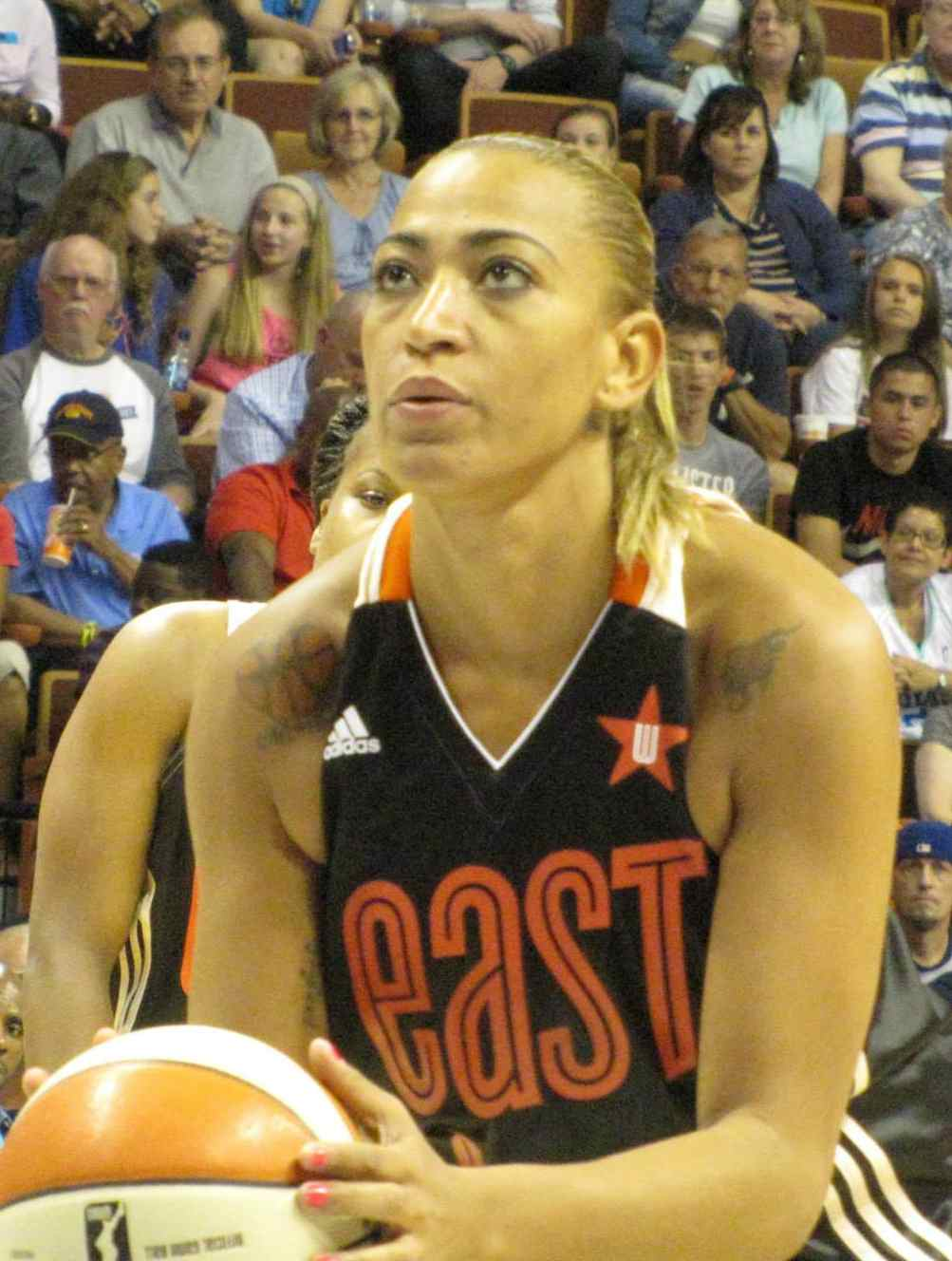
Эрика де Соуза, 2-й номер драфта расширения 2008 года

| Выбор | Игрок                | Позиция             | Гражданство   | Новая команда | Бывшая команда           | Университет                                |
| ----- | -------------------- | ------------------- | ------------- | ------------- | ------------------------ | ------------------------------------------ |
| 1     | Карла Томас          | Форвард / Центровая | США           | Атланта Дрим  | Чикаго Скай              | Университет Вандербильта                   |
| 2     | Эрика де Соуза       | Центровая           | Бразилия      | Атланта Дрим  | Коннектикут Сан          | —                                          |
| 3     | Кэти Финстра-Маттера | Центровая           | США           | Атланта Дрим  | Детройт Шок              | Университет Свободы                        |
| 4     | Роника Ходжес        | Защитник            | США           | Атланта Дрим  | Хьюстон Кометс           | Университет штата Флорида                  |
| 5     | Энн Стротер          | Защитник            | США           | Атланта Дрим  | Индиана Фивер            | Университет Коннектикута                   |
| 6     | Латойя Томас         | Форвард             | США           | Атланта Дрим  | Лос-Анджелес Спаркс      | Университет штата Миссисипи                |
| 7     | Кристен Манн         | Форвард             | США           | Атланта Дрим  | Миннесота Линкс          | Калифорнийский университет в Санта-Барбаре |
| 8     | Энн Воутерс          | Центровая           | Бельгия       | Атланта Дрим  | Нью-Йорк Либерти         | —                                          |
| 9     | Дженнифер Лейси      | Форвард             | США           | Атланта Дрим  | Финикс Меркури           | Университет Пеппердайна                    |
| 10    | Кристин Хейни        | Защитник            | США           | Атланта Дрим  | Сакраменто Монархс       | Университет штата Мичиган                  |
| 11    | Шантель Андерсон     | Центровая           | США / · Ливан | Атланта Дрим  | Сан-Антонио Силвер Старз | Университет Вандербильта                   |
| 12    | Бетти Леннокс        | Защитник            | США           | Атланта Дрим  | Сиэтл Шторм              | Технологический университет Луизианы       |
| 13    | Елена Левченко       | Центровая           | Беларусь      | Атланта Дрим  | Вашингтон Мистикс        | Университет Западной Виргинии              |

## 2025: Голден Стэйт Валкириз

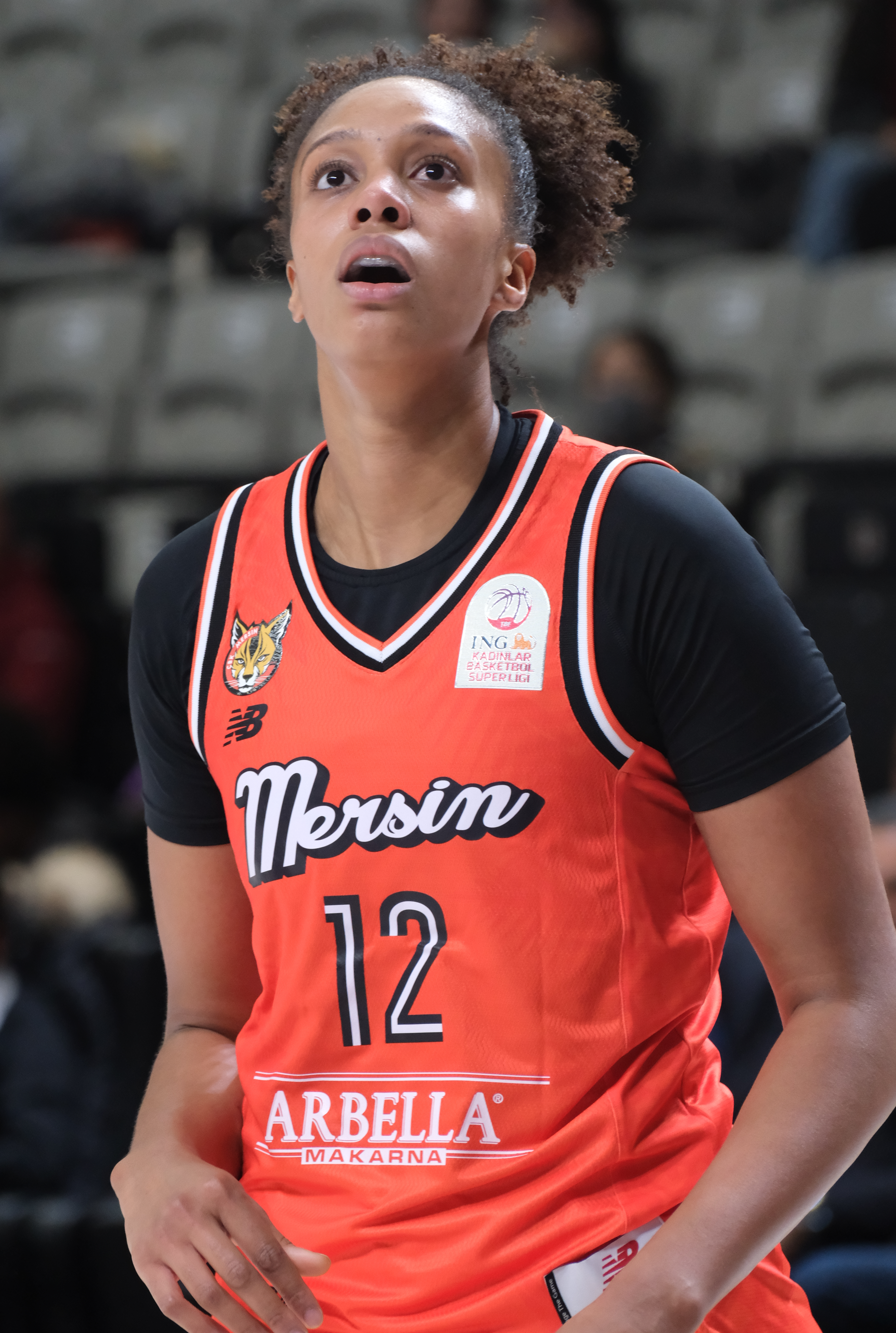
Ильяна Рюпер, 1-й номер драфта расширения

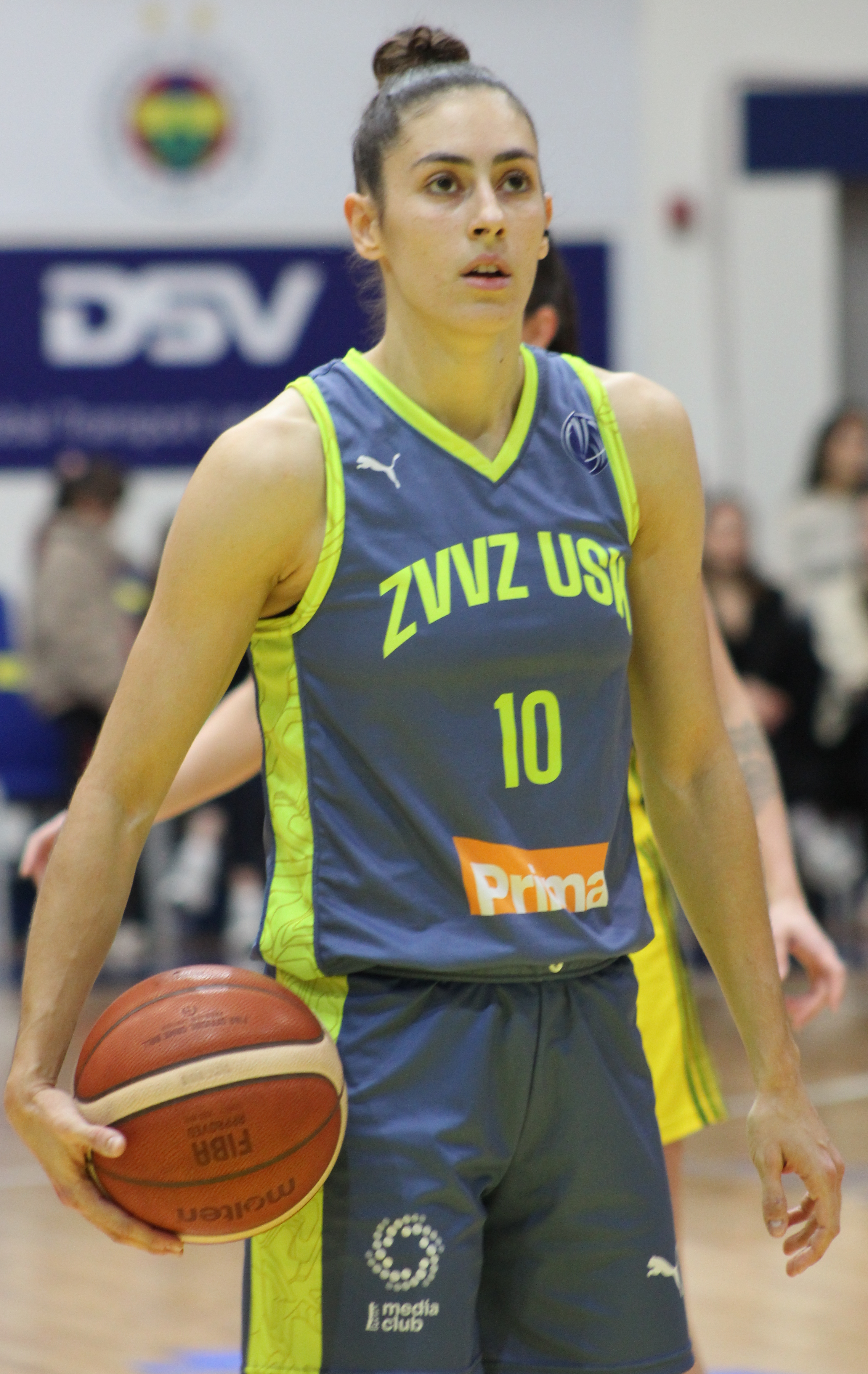
Мария Конде, 2-й номер драфта расширения

| Выбор | Игрок                | Позиция             | Гражданство    | Новая команда         | Бывшая команда      | Университет                                |
| ----- | -------------------- | ------------------- | -------------- | --------------------- | ------------------- | ------------------------------------------ |
| 1     | Ильяна Рюпер         | Центровая           | Франция        | Голден Стэйт Валкириз | Атланта Дрим        | —                                          |
| 2     | Мария Конде          | Форвард             | Испания        | Голден Стэйт Валкириз | Чикаго Скай         | Университет штата Флорида                  |
| 3     | Вероника Бертон      | Защитник            | США            | Голден Стэйт Валкириз | Коннектикут Сан     | Северо-Западный университет                |
| 4     | Карла Лейте          | Защитник            | Франция        | Голден Стэйт Валкириз | Даллас Уингз        | —                                          |
| 5     | Теми Фагбенле        | Форвард / Центровая | Великобритания | Голден Стэйт Валкириз | Индиана Фивер       | Университет Южной Калифорнии               |
| 6     | Кейт Мартин          | Защитник            | США            | Голден Стэйт Валкириз | Лас-Вегас Эйсес     | Университет Айовы                          |
| 7     | Стефани Толбот       | Форвард             | Австралия      | Голден Стэйт Валкириз | Лос-Анджелес Спаркс | —                                          |
| 8     | Чечилия Дзандаласини | Форвард             | Италия         | Голден Стэйт Валкириз | Миннесота Линкс     | —                                          |
| 9     | Кейла Торнтон        | Форвард             | США            | Голден Стэйт Валкириз | Нью-Йорк Либерти    | Техасский университет в Эль-Пасо           |
| 10    | Моник Биллингс       | Защитник            | США            | Голден Стэйт Валкириз | Финикс Меркури      | Калифорнийский университет в Лос-Анджелесе |
| 11    | Нет выбора           | —                   | —              | Голден Стэйт Валкириз | Сиэтл Шторм         | —                                          |
| 12    | Жюли Ванло           | Защитник            | Бельгия        | Голден Стэйт Валкириз | Вашингтон Мистикс   | —                                          |